# Бертоальд (майордом)
Бертоальд (лат. Bertoaldus; погиб в 604) — майордом Бургундии (до 604 года).

## Биография
Основным историческим источником о жизни Бертоальда является «Хроника» Фредегара.
Бертоальд происходил из франкской семьи. Не позднее 603 года он получил от короля Бургундии Теодориха II должность майордома. Вероятно, Бертоальд был на этом посту преемником умершего в 599 году Варнахара I. Фредегар описывал Бертоальда как «человека новых веяний, чувствительного и внимательного, но на войне храброго и всегда верного своему слову».
По свидетельству Фредегара, у Бертоальда были враждебные отношения с бабкой Теодориха II, королевой Брунгильдой. Причиной этого было желание Брунгильды возвести своего любовника Протадия на должность майордома.
Благодаря интригам Брунгильды, осенью 604 года Теодорих II послал Бертоальда в сопровождении небольшого отряда из трёхсот воинов собрать налоги в недавно завоёванных у нейстрийцев областях между рекой Сеной и морем. Упоминание Фредегаром о этом факте — первое свидетельство исторических источников об исполнении майордомами фискальных обязанностей. Против Бертоальда король Нейстрии Хлотарь II направил войско во главе со своим сыном Меровеем и майордомом Ландериком. Нейстрийцы намеревались схватить бургундского майордома, но тому удалось укрыться в хорошо укреплённом Орлеане. Вскоре после этого город был осаждён войском Меровея и Ландерика. Не желая втягивать в военные действия королей Хлотаря и Теодориха, Бертоальд предложил Ландерику решить конфликт поединком, но военачальник нейстрийцев ответил ему отказом. Вероятно, так и не сумев принудить Орлеан к сдаче, Ландерик и Меровей были вынуждены снять осаду. Незадолго до праздника Рождества против нейстрийцев выступило большое бургундское войско во главе с королём Теодорихом II. На переправе через реку Луэ (около Этампа) произошла ожесточённая битва. Бертоальд, намереваясь лично сразиться с Ландериком, приблизился с небольшим отрядом воинов к нейстрийцам и был теми убит. Майордом даже не пытался отступить, зная, что всё равно вскоре утратит влияние при дворе из-за интриг Брунгильды и Протадия. Несмотря на гибель Бертоальда, нейстрийские военачальники были разбиты: принц Меровей попал в плен, а Ландерик бежал с поля боя.
После гибели Бертоальда по ходатайству Брунгильды должность майордома Бургундии получил Протадий.